# Vargeão
Vargeão es un municipio brasileño del estado de Santa Catarina. Tiene una población estimada al 2022 de habitantes.
Ubicada en el Domo Vargeão, el cráter de un meteorito, se le conoce como la Tierra de los Meteoros, que atrae geólogos y científicos a la localidad.

## Toponimia
Vargeão deriva del portugués "grande várzea" (gran llanura aluvial).

## Historia
Fue colonizada en 1938 por inmigrantes de ascendencia italiana provenientes de Río Grande del Sur. En 1959, fue elevada a distrito de Faxinal dos Guedes. Se emancipó como municipio el 21 de abril de 1964.

## Cráter
El Domo Vargeão, un cráter de 12.4 km de diámetro, es una estructura de impacto compleja parcialmente erosionada, formada sobre los flujos volcánicos de la Formación Serra Geral, en la cuenca del Paraná.